# Hook Norton
Hook Norton är en ort och civil parish i Storbritannien.   Den ligger i grevskapet Oxfordshire och riksdelen England, i den södra delen av landet, 110 km nordväst om huvudstaden London. Hook Norton ligger 158 meter över havet och antalet invånare är 1 879.
Terrängen runt Hook Norton är platt. Runt Hook Norton är det ganska tätbefolkat, med 139 invånare per kvadratkilometer. Närmaste större samhälle är Banbury, 12,2 km nordost om Hook Norton. Trakten runt Hook Norton består till största delen av jordbruksmark.